# Ниёдо (река)
Ниёдо (яп. 仁淀川 ниёдогава) — река в Японии на острове Сикоку. Протекает по территории префектур Эхиме и Коти.
Исток реки находится под высочайшей горой острова, Исидзути (石鎚山, высотой 1982 м), на территории посёлка Кумакоген (Эхиме). Оттуда река сначала течёт на юго-запад, после чего поворачивает на восток и течёт по территории префектуры Коти. Ниёдо впадает в залив Тоса Филиппинского моря.
Длина реки составляет 124 км, на территории её бассейна (1560 км²) проживает около 97 тыс. человек. Согласно японской классификации, Ниёдо является рекой первого класса.
В XX и XXI веках крупнейшие наводнения происходили в 1945, 1946, 1954, 1963, 1975 и 2014 годах. Во время наводнения 1975 года было затоплено более 5000 домов, в 2014 году — более 200.